# Scomberomorus

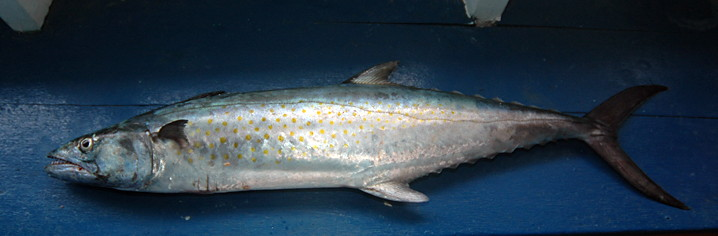
Scomberomorus brasiliensis

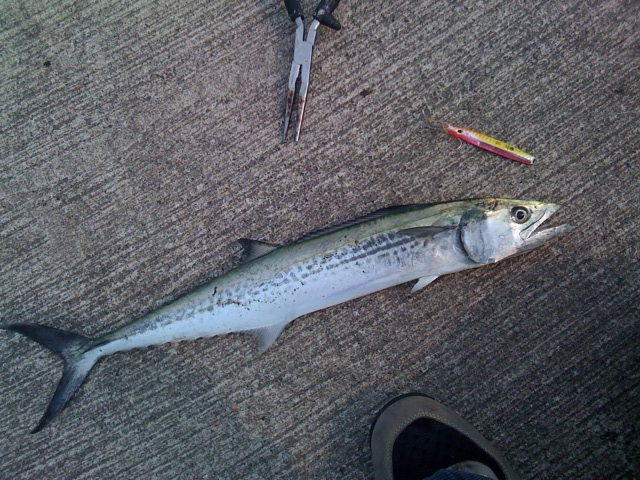
Scomberomorus niphonius

Scomberomorus è un genere di pesci ossei marini appartenenti alla famiglia Scombridae.

## Distribuzione e habitat
Sono presenti in tutti i mari tropicali e subtropicali. Nel mar Mediterraneo vivono due specie: Scomberomorus commerson (lessepsiano) e Scomberomorus tritor. Si tratta di pesci pelagici che di solito si trattengono in prossimità delle coste.

## Specie
- Scomberomorus brasiliensis
- Scomberomorus cavalla
- Scomberomorus commerson
- Scomberomorus concolor
- Scomberomorus guttatus
- Scomberomorus koreanus
- Scomberomorus lineolatus
- Scomberomorus maculatus
- Scomberomorus multiradiatus
- Scomberomorus munroi
- Scomberomorus niphonius
- Scomberomorus plurilineatus
- Scomberomorus queenslandicus
- Scomberomorus regalis
- Scomberomorus semifasciatus
- Scomberomorus sierra
- Scomberomorus sinensis
- Scomberomorus tritor[2]